# 沃尔布兰茨豪森
沃尔布兰茨豪森是德国下萨克森州的一个市镇。总面积6.26平方公里，总人口612人，其中男性293人，女性319人（2011年12月31日），人口密度98人/平方公里。